# 과일 케이크

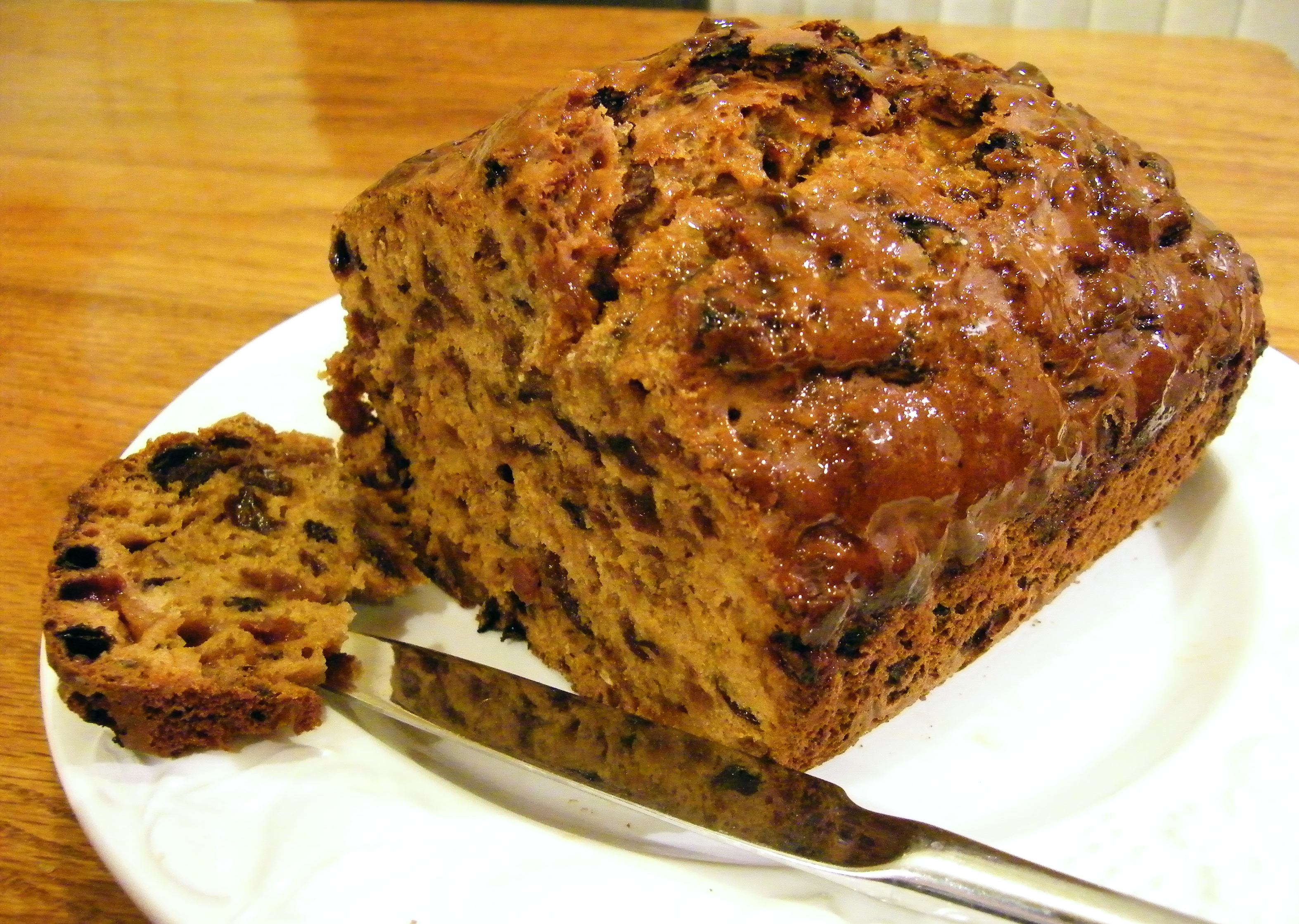
전통적인 과일 케이크 빵

과일 케이크는 설탕에 절이거나 말린 과일, 견과류, 그리고 향신료로 만들어지고 선택적으로 술에 흠뻑 젖은 케이크이다. 영국에서, 특정한 풍부한 버전은 얼음으로 얼리고 장식될 수 있다.
과일 케이크는 보통 결혼식과 크리스마스를 축하하기 위해 제공된다. 과일 케이크의 풍부한 특성을 고려하여, 조미료 (버터나 크림과 같은)와 대조적으로, 과일 케이크는 자주 그 자체로 소비된다. 

## 같이 보기
- 바라 브리스
- 크리스마스 케이크
- 크리스마스 푸딩
- 파네토네
- 슈톨렌